# Parlung Zangbo
Parlung Zangbo (kinesiska: Palong Zangbu, 帕隆藏布) är ett vattendrag i Kina. Det ligger i den autonoma regionen Tibet, i den sydvästra delen av landet, omkring 380 kilometer öster om regionhuvudstaden Lhasa.
Genomsnittlig årsnederbörd är 1 313 millimeter. Den regnigaste månaden är september, med i genomsnitt 243 mm nederbörd, och den torraste är januari, med 4 mm nederbörd.